# Hypogastrura rangkuli
Hypogastrura rangkuli är en urinsektsart som beskrevs av Olga M. Martynova 1975. Hypogastrura rangkuli ingår i släktet Hypogastrura och familjen Hypogastruridae. Inga underarter finns listade i Catalogue of Life.